# Werther, Thüringen
Werther är en kommun i Landkreis Nordhausen i förbundslandet Thüringen i Tyskland.